# Les Rois de la Suède
Les Rois de la Suède est un groupe de chanson humoristique français. Le groupe ne donne plus signe d'activité depuis fin 2019 et son site web officiel a été fermé.

## Biographie
Peu après avoir quitté Les Fatals Picards, Ivan Callot rencontre Monsieur Poulpe, animateur sur la chaîne de télévision Nolife, par son émission de cuisine Mange mon geek. Ils décident de former Les Rois de la Suède en 2009, à l'origine en tant que comédie musicale, puis par la suite en tant que groupe pensant qu'ils joueraient devant plus de monde qu'avec une comédie musicale. Ils seront ensuite rejoints par Emmanuel Urbanet et Marc Limballe. Ils comptent à leur actif une dizaine de clips, dont Socialisme, Il y a la ville (réalisé par Davy Mourier), Les Chanteurs qui dérangent, Myspace, tu vas mourir, T'es belle, La Fête chez les pauvres, Ta liberté de voler (réalisé par Benjamin Lemaire), Nutelle-moi une dernière fois et T'aimer normal.
Leur premier album, Best of Vol. I, sort le 25 octobre 2010 sur les plateformes de téléchargement, et le 2 novembre 2010 au format physique. Leur deuxième album, Néon futur, sort le 2 avril 2012 en version numérique et le 23 avril 2012 en CD physique. En février 2012, le groupe enregistre une chanson satirique intitulée Ta liberté de voler, pour dénoncer le téléchargement illégal sur internet. Cette chanson intervient quelques semaines après la fermeture du site Megaupload et provoque une polémique sur la toile,.
Le 2 juillet 2012, Monsieur Poulpe annonce son départ du groupe sur son blog personnel[source insuffisante]. Le 29 octobre 2012, le groupe rentre en studio afin d'enregistrer un EP, Animal Prudence, dont la sortie numérique a lieu début 2013. À cette période, il prépare son troisième album, prévu pour septembre 2013. Le groupe annonce ce même mois qu'ils font une pause avec le projet[source insuffisante]. En parallèle, les membres du groupe Ivan Callot et Marc Limballe forment Deux en Chiffres, un éphémère groupe humoristique dans la lignée des Rois de la Suède.
Le groupe revient en 2018 avec un nouvel album intitulé Punk Rock Academy. Le groupe ne donne plus signe d'activité depuis fin 2019 et son site web officiel a été fermé.

## Style musical
Musicalement, les Rois de la Suède se prétendent des « ambassadeurs musicaux du savoir-vivre suédois » et se situent musicalement « à mi-chemin entre les Beatles - formation actuelle - et une fanfare municipale sous LSD ». Ils définissent leur musique comme appartenant au genre du « balkan zouk scandinave ». Ce sont généralement Monsieur Poulpe et Ivan Callot qui écrivent le texte de leurs chansons. De la même façon, c'est exclusivement Ivan Callot qui les compose.

## Membres

### Derniers membres
- Ivan Callot - chant, guitare, programmation (2009—2019)
- Marc Limballe - batterie, clavier[1] (fin 2009—2019)
- Emmanuel Urbanet - guitare (mi-2011—2019)

### Ancien membres
- Monsieur Poulpe - chant (2009—2012)
- Pascal Langlois - basse (début 2011—2013)
- François Nguyen - guitare (2009—début 2011)